# Элинор Ригби
Элинор Ригби — роман, написанный в 2004 году Дугласом Коуплендом, об одинокой женщине в возрасте 36 и 42 лет. В нём главная героиня Лиз Данн повествует о своей жизни от первого лица.
Сюжет сконцентрирован на изменениях в жизни Лиз, когда некто из прошлого снова входит в её жизнь. Повествование идёт в лёгком, зачастую комическом тоне, но углубляется в серьёзных вопросах, таких как одиночество, семья, религиозное видение и рассеянный склероз.

## Описание сюжета
Роман состоит из двух частей, сюжетная линия между которыми разделена перерывом во времени. Первая часть книги состоит из двух повествований: рассказе о поездке Лиз Данн в Европу и её беременности и истории повторного появления в её жизни ребёнка, Джереми, который умирает от рассеянного склероза.
В подростковом возрасте Лиз совершила путешествие по Европе, самое яркое событие в её жизни. В этой поездке Лиз напилась до беспамятства и потеряла девственность с мужчиной, которого не запомнила. После этого случая она забеременела, и рождённый ребёнок, Джереми, был отдан на усыновление, прожив в приёмной семье основную часть своей юной жизни.